# Emiliano Fabbricatore
Emiliano Fabbricatore, (Santa Sofia d'Epiro, região Calabria, Italia, 12 de agosto 1938 – Abadia de Grottaferrata, 6 de janeiro de 2019) foi o eparca emerito católico da Abadia de Grottaferrata, Itália.

## Biografia
Nasceu em Santa Sofia d'Epiro na região Calabria em 12 de agosto 1938, foi consagrado monge Basiliano em 13 de agosto de 1967
Nomeado Eparca da Abadia Nullius de Grottaferrata, em 31 de janeiro de 2000, recebeu a Quirotesia Arquimandrital em 5 de março do mesmo ano.
Pediu demissão em dia 4 de novembro de 2013. Sucedeu-lhe como administrador apostolico, dom Marcello Semeraro.

## Conexões externas
Site da Abadia